# Метрика Шварцшильда
Ме́трика Шва́рцшильда — единственное (в силу теоремы Биркгофа) сферически симметричное точное решение уравнений Эйнштейна без космологической константы в пустом пространстве. В частности, эта метрика достаточно точно описывает гравитационное поле уединённой невращающейся и незаряженной чёрной дыры и гравитационное поле снаружи от уединённого сферически симметричного массивного тела. Названа в честь Карла Шварцшильда, который первым её обнаружил в 1916 году.
Решение является статическим, так что сферические гравитационные волны оказываются невозможными.

## Вид метрики

### Шварцшильдовские координаты
В так называемых шварцшильдовских координатах {\displaystyle (t,\;r,\;\theta ,\;\varphi )}, из которых 3 последних аналогичны сферическим, метрический тензор наиболее физически важной части пространства-времени Шварцшильда с топологией {\displaystyle R^{2}\times S^{2}} (произведение области двумерного евклидова пространства и двумерной сферы) имеет вид
{\displaystyle g={\begin{bmatrix}\left(1-\displaystyle {\frac {r_{s}}{r}}\right)&0&0&0\\0&-\left(1-\displaystyle {\frac {r_{s}}{r}}\right)^{-1}&0&0\\0&0&-r^{2}&0\\0&0&0&-r^{2}\sin ^{2}\theta \end{bmatrix}}}.
Интервал в этой метрике записывается как
{\displaystyle ds^{2}=\left(1-{\frac {r_{s}}{r}}\right)c^{2}dt^{2}-{\frac {dr^{2}}{\left(1-\displaystyle {\frac {r_{s}}{r}}\right)}}-r^{2}\left(d\theta ^{2}+\sin ^{2}\theta d\varphi ^{2}\right),}
где {\displaystyle r_{s}={\frac {2GM}{c^{2}}}} — так называемый радиус Шварцшильда (гравитационный радиус), {\displaystyle M} — масса, создающая гравитационное поле (в частности, масса чёрной дыры), {\displaystyle G} — гравитационная постоянная, {\displaystyle c} — скорость света. При этом область изменения координат {\displaystyle -\infty <t<\infty ,\ r_{s}<r<\infty ,\ 0\leq \theta \leq \pi ,\ 0\leq \varphi \leq 2\pi } с отождествлением точек {\displaystyle (t,r,\theta ,\varphi =0)} и {\displaystyle (t,r,\theta ,\varphi =2\pi )}, как в обычных сферических координатах.
Координата {\displaystyle r} не является длиной радиус-вектора, а вводится так, чтобы площадь сферы {\displaystyle t=\mathrm {const} ,\;r=r_{0}} в данной метрике была равна {\displaystyle 4\pi r_{0}^{2}}. При этом «расстояние» между двумя событиями с разными {\displaystyle r} (но одинаковыми остальными координатами) даётся интегралом
{\displaystyle \int \limits _{r_{1}}^{r_{2}}{\frac {dr}{\sqrt {1-\displaystyle {\frac {r_{s}}{r}}}}}>r_{2}-r_{1},\qquad r_{2},\;r_{1}>r_{s}}.
При {\displaystyle M\to 0} или {\displaystyle r\to \infty } метрика Шварцшильда стремится (покомпонентно) к метрике Минковского в сферических координатах, так что вдали от массивного тела {\displaystyle M} пространство-время оказывается приблизительно псевдоевклидовым сигнатуры {\displaystyle (1,3)}. Так как {\displaystyle g_{00}=1-{\frac {r_{s}}{r}}\leqslant 1} при {\displaystyle r>r_{s}} и {\displaystyle g_{00}} монотонно возрастает с ростом {\displaystyle r}, то собственное время в точках вблизи тела «течёт медленнее», чем вдалеке от него, то есть происходит гравитационное замедление времени массивными телами.

### Дифференциальные характеристики
Для центрально-симметричного гравитационного поля в пустоте (а это и есть случай метрики Шварцшильда) можно положить:
{\displaystyle g_{00}=e^{\nu },\quad g_{11}=-e^{\lambda };\quad \lambda +\nu =0,\quad e^{-\lambda }=e^{\nu }=1-{\frac {r_{s}}{r}}}.
Тогда не равные нулю независимые символы Кристоффеля имеют вид:
{\displaystyle \Gamma _{11}^{1}={\frac {\lambda _{r}^{\prime }}{2}},\quad \Gamma _{10}^{0}={\frac {\nu _{r}^{\prime }}{2}},\quad \Gamma _{33}^{2}=-\sin \theta \cos \theta },
{\displaystyle \Gamma _{11}^{0}={\frac {\lambda _{t}^{\prime }}{2}}e^{\lambda -\nu },\quad \Gamma _{22}^{1}=-re^{-\lambda },\quad \Gamma _{00}^{1}={\frac {\nu _{r}^{\prime }}{2}}e^{\nu -\lambda }},
{\displaystyle \Gamma _{12}^{2}=\Gamma _{13}^{3}={\frac {1}{r}},\quad \Gamma _{23}^{3}=\operatorname {ctg} \,\theta ,\quad \Gamma _{00}^{0}={\frac {\nu _{t}^{\prime }}{2}}},
{\displaystyle \Gamma _{10}^{1}={\frac {\lambda _{t}^{\prime }}{2}},\quad \Gamma _{33}^{1}=-r\sin ^{2}\theta \,e^{-\lambda }}.
Инварианты тензора кривизны равны:
{\displaystyle I_{1}=\left({\frac {r_{s}}{2r^{3}}}\right)^{2},\quad I_{2}=\left({\frac {r_{s}}{2r^{3}}}\right)^{3}}.
Тензор кривизны относится к типу {\displaystyle \mathbf {D} } по Петрову.

### Дефект массы
Если имеется сферически симметричное распределение материи «радиуса» (с точки зрения координат) {\displaystyle a}, то полная масса тела может быть выражена через его тензор энергии-импульса по формуле:
{\displaystyle m={\frac {4\pi }{c^{2}}}\int \limits _{0}^{a}T_{0}^{0}r^{2}\,dr}.
В частности, для статического распределения вещества {\displaystyle T_{0}^{0}=\varepsilon }, где {\displaystyle \varepsilon } — плотность энергии в пространстве. Учитывая, что объём шарового слоя в выбранных нами координатах равен:
{\displaystyle dV=4\pi r^{2}{\sqrt {g_{11}}}\,dr>4\pi r^{2}\,dr},
масса выражается как:
{\displaystyle m=\int \limits _{0}^{a}{\frac {\varepsilon }{c^{2}}}4\pi r^{2}\,dr<\int \limits _{V}{\frac {\varepsilon }{c^{2}}}\,dV}.
Это различие даёт гравитационный дефект массы тела. Можно сказать, что часть полной энергии системы содержится в энергии гравитационного поля, хотя локализовать эту энергию в пространстве невозможно.

### Особенность в метрике
На первый взгляд, метрика содержит две особенности: при {\displaystyle r=0} и при {\displaystyle r=r_{s}}. Действительно, в шварцшильдовских координатах частице, падающей на тело, потребуется бесконечно большое время {\displaystyle t} для достижения поверхности {\displaystyle r=r_{s}}, однако переход, например, к координатам Леметра в сопутствующей системе отсчёта показывает, что с точки зрения падающего наблюдателя никакой особенности пространства-времени на данной поверхности нет, причём как сама поверхность, так и область {\displaystyle r\approx 0} будут достигнуты за конечное собственное время.
Реальная особенность метрики Шварцшильда наблюдается лишь при {\displaystyle r\to 0}, где стремятся к бесконечности скалярные инварианты тензора кривизны. Эта особенность (сингулярность) не может быть устранена сменой системы координат.

### Горизонт событий
Поверхность {\displaystyle r=r_{s}} называется горизонтом событий. При более удачном выборе координат, например в координатах Леметра или Крускала, можно показать, что никакие сигналы не могут выйти из чёрной дыры через горизонт событий. В этом смысле не удивительно, что поле вне шварцшильдовской чёрной дыры зависит лишь от одного параметра — полной массы тела.

## Координаты Крускала

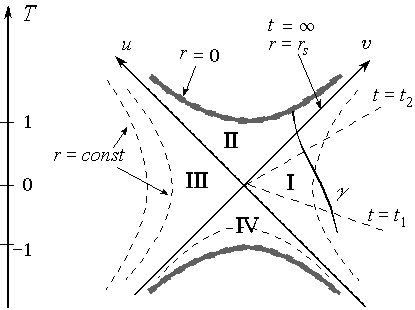
Сечение пространства Шварцшильда. Каждой точке на рисунке соответствует сфера площадью. Светоподобные геодезические (то есть мировые линии фотонов) — это прямые под углом к вертикали, иначе говоря — это прямые или

Можно попытаться ввести координаты, не дающие сингулярности при {\displaystyle r=r_{s}}. Таких координатных систем известно множество, и самой часто встречающейся из них является система координат Крускала, которая покрывает одной картой всё максимально продолженное многообразие, удовлетворяющее вакуумным уравнениям Эйнштейна (без космологической постоянной). Это большее пространство-время {\displaystyle {\tilde {\mathcal {M}}}} называется обычно (максимально продолженным) пространством Шварцшильда или (реже) пространством Крускала (диаграмма Крускала — Секереша). Метрика в координатах Крускала имеет вид:
{\displaystyle ds^{2}=-F(u,v)^{2}\,du\,dv+r^{2}(u,v)(d\theta ^{2}+\sin ^{2}\theta \,d\varphi ^{2})},
где {\displaystyle F={\frac {4r_{s}^{3}}{r}}e^{-r/r_{s}}}, а функция {\displaystyle r(u,v)} определяется (неявно) уравнением {\displaystyle (1-r/r_{s})e^{r/r_{s}}=uv}.
Пространство {\displaystyle {\tilde {\mathcal {M}}}} максимально, то есть его уже нельзя изометрически вложить в большее пространство-время, а область {\displaystyle r>r_{s}} в координатах Шварцшильда ({\displaystyle {\mathcal {M}}}) является всего лишь частью {\displaystyle {\tilde {\mathcal {M}}}} (это область {\displaystyle v>0,\ r>r_{s}} — область I на рисунке). Тело, движущееся медленнее света — мировая линия такого тела будет кривой с углом наклона к вертикали меньше {\displaystyle 45^{\circ }}, см. кривую {\displaystyle \gamma } на рисунке — может покинуть {\displaystyle {\mathcal {M}}}. При этом оно попадает в область II, где {\displaystyle r<r_{s}}. Покинуть эту область и вернуться к {\displaystyle r>r_{s}} оно, как видно из рисунка, уже не сможет (для этого пришлось бы отклониться более, чем на {\displaystyle 45^{\circ }} от вертикали, то есть превысить скорость света). Область II таким образом представляет собой чёрную дыру. Её граница (ломаная, {\displaystyle v\geqslant 0,\ r=r_{s}}) соответственно является горизонтом событий.
В {\displaystyle {\tilde {\mathcal {M}}}} есть ещё одна асимптотически плоская область III, в которой также можно ввести шварцшильдовы координаты. Однако эта область причинно не связана с областью I, что не позволяет получить о ней никакой информации, оставаясь снаружи от горизонта событий. В случае реального коллапса астрономического объекта области IV и III просто не возникают, так как левую часть представленной диаграммы необходимо заменить на непустое пространство-время, заполненное коллапсирующей материей.
Максимально продолженного шварцшильдовского пространства {\displaystyle {\tilde {\mathcal {M}}}} обладает рядом примечательных свойств. В частности, оно сингулярно: координата {\displaystyle r} наблюдателя, падающего под горизонт, уменьшается и стремится к нулю, когда его собственное время {\displaystyle \tau } стремится к некоторому конечному значению {\displaystyle \tau _{0}}. Однако его мировую линию нельзя продолжить в область {\displaystyle \tau \geqslant \tau _{0}}, так как точек с {\displaystyle r=0} в этом пространстве нет. Таким образом, судьба наблюдателя нам известна только до некоторого момента его (собственного) времени.
Кроме того, хотя пространство {\displaystyle {\mathcal {M}}} статично (метрика не зависит от времени), пространство {\displaystyle {\tilde {\mathcal {M}}}} таковым не является. Это формулируется более строго так: вектор Киллинга, являющийся временеподобным в {\displaystyle {\mathcal {M}}}, в областях II и IV расширенного пространства {\displaystyle {\tilde {\mathcal {M}}}} становится пространственноподобным.
Область III тоже изометрична {\displaystyle {\mathcal {M}}}. Таким образом, максимально продолженное пространство Шварцшильда содержит две «вселенные» — «нашу» (это {\displaystyle {\mathcal {M}}}) и ещё одну такую же. Область II внутри чёрной дыры, соединяющая их, называется мостом Эйнштейна — Розена. Попасть во вторую вселенную наблюдатель, стартовавший из I и движущийся медленнее света, не сможет, однако в промежуток времени между пересечением горизонта и попаданием на сингулярность он сможет увидеть её. Такая структура пространства-времени, которая сохраняется и даже усложняется при рассмотрении более сложных чёрных дыр, породила многочисленные рассуждения на тему возможных «других» вселенных и путешествий в них через чёрные дыры как в научной литературе, так и в научно-фантастической (кротовые норы).

## Орбитальное движение

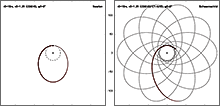
Орбита пробной частицы при начальной скорости равной 126 % от круговой скорости и начальным удалением равным 10 r_{g}.
Слева: согласно Ньютоновской механики, справа: согласно метрике Шварцшильда.
См. анимацию

## История получения и интерпретации
Метрика Шварцшильда, выступая как объект значительного теоретического интереса, для специалистов-теоретиков является также неким инструментом, с виду простым, но тем не менее сразу же приводящим к трудным вопросам.
В середине 1915 года Эйнштейн опубликовал предварительные уравнения теории гравитации {\displaystyle R_{ij}=T_{ij}}. Это были ещё не уравнения Эйнштейна, но они уже совпадали с окончательными в вакуумном случае {\displaystyle T_{ij}=0}. Сферически-симметричные уравнения для вакуума Шварцшильд проинтегрировал в период с 18 ноября 1915 года до конца года. 9 января 1916 года Эйнштейн, к которому Шварцшильд обратился по поводу публикации своей статьи в «Berliner Berichte», написал ему, что «прочитал его работу с огромной страстью» и «был ошеломлён, что истинное решение этой проблемы можно выразить столь легко» — Эйнштейн исходно сомневался, возможно ли вообще получить решение таких сложных уравнений.
Шварцшильд закончил свою работу в марте, получив также сферически-симметричное статическое внутреннее решение для жидкости с постоянной плотностью. В это время на него навалилась болезнь (пузырчатка), которая в мае свела его в могилу. С мая 1916 года ученик Лоренца Дросте, проводя исследования в рамках окончательных эйнштейновских уравнений поля, получил решение той же задачи более простым методом, чем Шварцшильд. Ему же принадлежит первая попытка анализа расходимости решения при стремлении к сфере Шварцшильда.
Вслед за Дросте большинство исследователей стали удовлетворяться различными соображениями, направленными на доказательство непроницаемости сферы Шварцшильда. При этом соображения теоретического характера подкреплялись физическим аргументом, согласно которому «такое в природе не существует», поскольку отсутствуют тела, атомы, звёзды, радиус которых был бы меньше шварцшильдовского радиуса.
Для Ланцоша, а также для Гильберта, сфера Шварцшильда стала поводом задуматься над понятием «сингулярность», для Пенлеве и французской школы она являлась объектом полемики, в которую включился Эйнштейн.
В ходе парижского коллоквиума 1922 года, организованного в связи с приездом Эйнштейна, речь зашла не только об идее, согласно которой радиус Шварцшильда не будет сингулярным, но также и о гипотезе, предвосхищающей то, что сегодня называют гравитационным коллапсом.
Искусная разработка Шварцшильда имела лишь относительный успех. Ни его метод, ни его интерпретация не были взяты на вооружение. Из его работы не сохранили почти ничего, кроме «голого» результата метрики, с которой связали имя её создателя. Но вопросы интерпретации и прежде всего вопрос «сингулярности Шварцшильда» тем не менее решены не были. Стала выкристаллизовываться точка зрения, что эта сингулярность не имеет значения. К этой точке зрения вели два пути: с одной стороны, теоретический, согласно которому «сингулярность Шварцшильда» непроницаема, и с другой стороны, эмпирический, состоящий в том, что «этого в природе не существует». Эта точка зрения распространилась и стала доминирующей во всей специальной литературе того времени.
Следующий этап связан с интенсивным исследованием вопросов гравитации в начале «золотого века» теории относительности.